# Glücklich wie Lazzaro
Glücklich wie Lazzaro (Originaltitel Lazzaro felice) ist ein Filmdrama von Alice Rohrwacher, das am 13. Mai 2018 im Rahmen der Filmfestspiele von Cannes seine Premiere feierte, wo die Regisseurin für die Goldene Palme nominiert war. Am 31. Mai 2018 kam der Film in die italienischen und am 13. September 2018 in die deutschen Kinos. Der Film berichtet über einen in sklavenähnlichen Verhältnissen arbeitenden, weltfremden jungen Landarbeiter, der mit seiner bedingungslosen, keine Gegenleistung verlangenden Hingabe die Ausbeutungskette durchbricht. Die Titelrolle übernahm der Laiendarsteller Adriano Tardiolo.
Es handelt sich um den zweiten Teil einer Filmtrilogie über die Situation auf dem Land, die die Regisseurin mit Land der Wunder (2014) begann und mit La chimera (2023) beendete.

## Handlung
Lazzaro lebt in einem kleinen Dorf namens Inviolata. Der junge Mann redet zwar nicht viel, ist immer ein wenig stoisch und manchmal erstarrt er einfach, als sei er völlig abwesend, doch er hat ein gutes Herz, und bei der Arbeit ist er schnell und fleißig, wie kein anderer im Dorf. Auch wenn Inviolata nur wenige Einwohner hat, weiß er nicht, wer von diesen Menschen seine Eltern sind. Das Dorf bekommt regelmäßig Besuch von dem Gutsverwalter Nicola. Der holt den Großteil ihrer Ernte ab, verrechnet sie mit der Pacht und kommt jedes Jahr aufs Neue zu dem Ergebnis, dass sie noch immer Schulden bei der Marchesa Alfonsina de Luna haben. Auch nach der kürzlichen Tabakernte haben sie noch Schulden bei ihr. Kurz darauf besucht die Marchesa Alfonsina de Luna selbst das kleine Dorf, begleitet von ihrem Sohn Tancredi. Von der Stadt, aus der sie kommen, wissen die Bewohner des Dorfes nichts, denn ohne die Erlaubnis ihrer Verpächterin dürfen sie Inviolata nicht verlassen. Sie wissen nicht, dass sie von der Marchesa schamlos ausgenutzt werden.
Antonia, ein Mädchen aus dem Dorf, zeigt Lazzaro das Haus der Marchesa, in dem sie arbeitet, wenn jene Inviolata besucht. Dann macht Lazzaro die Bekanntschaft von Tancredi, einem modern gekleideten jungen Mann. Lazzaro zeigt ihm seinen Rückzugsort, eine kleine Höhle in den Bergen, wo er die Schafe vor den Wölfen in Sicherheit gebracht hat. Zwischen den beiden jungen Männern entwickelt sich eine Freundschaft. Bald bittet Tancredi ihn um Unterstützung, seine eigene Entführung vorzutäuschen. Er will seine Mutter bekämpfen, weil er es nicht erträgt, dass sie die Leute im Dorf wie Tiere behandelt. Er versteckt sich in der Höhle, und in einem Brief fordern sie eine Milliarde Lire für seine Freilassung. Lazzaro versorgt ihn währenddessen dort oben. Da er von seinem eigenen Vater weiß, dass der ein Frauenheld war, erzählt Tancredi ihm von der Möglichkeit, dass sie Halbbrüder sein könnten. Lazzaro nimmt die Idee, aber auch ihre Freundschaft sehr ernst. Doch Lazzaro bekommt Fieber und kann einige Tage nicht nach seinem neuen Freund sehen. Als er wieder halbwegs bei Kräften ist und
in den Bergen nach Tancredi sehen will, stürzt er einen Abgrund hinab. Alarmiert von der möglichen Entführung im Dorf taucht die Polizei in Inviolata auf. Ein Polizist ist überrascht, dass die Kinder des Dorfes nicht zur Schule gehen und die Einwohner glauben, sie seien Eigentum der Marchesa. Er klärt sie auf, dass es seit Jahren so etwas wie Halbpacht nicht mehr gibt, und man bringt sie aus dem Dorf weg in eine Kaserne.
Ein Wolf hat Lazzaros leblosen Körper gefunden, lässt ihn jedoch in Ruhe, weil er einen guten Menschen in dem jungen Mann riecht. Als Lazzaro erwacht, findet er Inviolata völlig verlassen vor. Auch das Haus der Marchesa scheint seit langem leer zu stehen. Nur ein paar Diebe machen sich dort zu schaffen, und Lazzaro hilft ihnen ahnungslos, alles Wertvolle aus dem Haus zu schleppen. Er kann ihnen sogar die wirklich wertvollen Dinge im Haus zeigen. Sie zeigen ihm den Weg in die Stadt. Er begibt sich sofort zu Fuß dorthin, um Tancredi zu suchen. Als erstes sieht Lazzaro den ehemaligen Gutsverwalter Nicola, seit ihrem letzten Aufeinandertreffen sichtlich um einige Jahre gealtert, der ihn erschrocken ansieht und fortschickt. Dann trifft er die Diebe wieder und Antonia aus dem Dorf. Sie kann es kaum fassen, dass er wie damals aussieht und geht vor ihm auf die Knie. Sie bringt ihn zu den anderen Dorfbewohnern, die nun in der Stadt leben. Lazzaro erfährt, dass die Marchesa die Unwissenheit der Bewohner des Dorfes, als es nach einer Flut völlig von der Außenwelt abgeschnitten war, ausnutzte und sie wie Sklaven ausbeutete. Hierfür wurde sie vor Gericht gestellt. Während die anderen ihre Kenntnisse vom Landleben hier vergessen zu haben scheinen, findet Lazzaro sogar in der Stadt überall Nahrung.
Dann trifft Lazzaro durch Zufall auf Tancredi, der alle ehemaligen Dorfbewohner zum Essen zu sich nach Hause einlädt. Als sie dort herausgeputzt erscheinen, ist jedoch niemand auf die Gäste vorbereitet, aber sie erfahren, dass die de Lunas verarmt sind, weil die Bank sie enteignet hat. Enttäuscht gehen sie und werden vom Spiel einer Orgel in eine Kirche gelockt. Nachdem sie gleich aus dem privaten Gottesdienst hinausgeworfen wurden, folgt die Orgel nicht mehr den Händen des Organisten, die Musik verschwindet aus der Kirche und steigt in den Himmel. Während die Dorfbewohner überlegen, ob sie nicht zurück nach Inviolata sollen, geht Lazzaro in eine Bank. Die Kunden und Mitarbeiter glauben, er habe eine Waffe in der Tasche. Lazzaro will, dass Tancredi das Geld zurückbekommt, doch die Kunden überwältigen ihn und schlagen auf ihn ein. Als die Polizei kommt, ist Lazzaro tot. Ein Wolf entfernt sich von dort und streift durch die Stadt.

## Produktion
Regie führte die Italienerin Alice Rohrwacher, die auch das Drehbuch schrieb. Es handelt sich um den zweiten Teil einer unbetitelten Filmtrilogie über die Situation auf dem Land, die sie mit Land der Wunder (2014) begann und mit La chimera (2023) beendete. Alle drei Filme vereine die Frage „Was tun mit der Vergangenheit?“, so Rohrwacher. Glücklich wie Lazzaro erhielt eine Produktionsförderung in Höhe von 150.000 Euro vom Medienboard Berlin-Brandenburg und wurde zudem von Eurimages und Aide aux Cinémas du Monde (CNC – Institut français) gefördert. Vom Medienboard Berlin-Brandenburg erhielt er eine Verleihförderung in Höhe von rund 30.000 Euro.
Der Film war für Adriano Tardiolo, der in der Titelrolle des Lazzaro zu sehen ist, sein erster Auftritt als Schauspieler überhaupt. Die Rolle des Tancredi in jüngeren Jahren wurde mit dem Popsänger Luca Chikovani besetzt. Nicoletta Braschi spielt Tancredis Mutter, die Marchesa Alfonsina de Luna. Alba Rohrwacher, die Antonia spielt, ist die Schwester der Regisseurin.
Die deutsche Synchronisation entstand im Auftrag der Christa Kistner Synchronproduktion GmbH, Berlin. Nicolás Artajo leiht in der deutschen Fassung Lazzaro seine Stimme, Jannik Endemann dem jungen Tancredi.

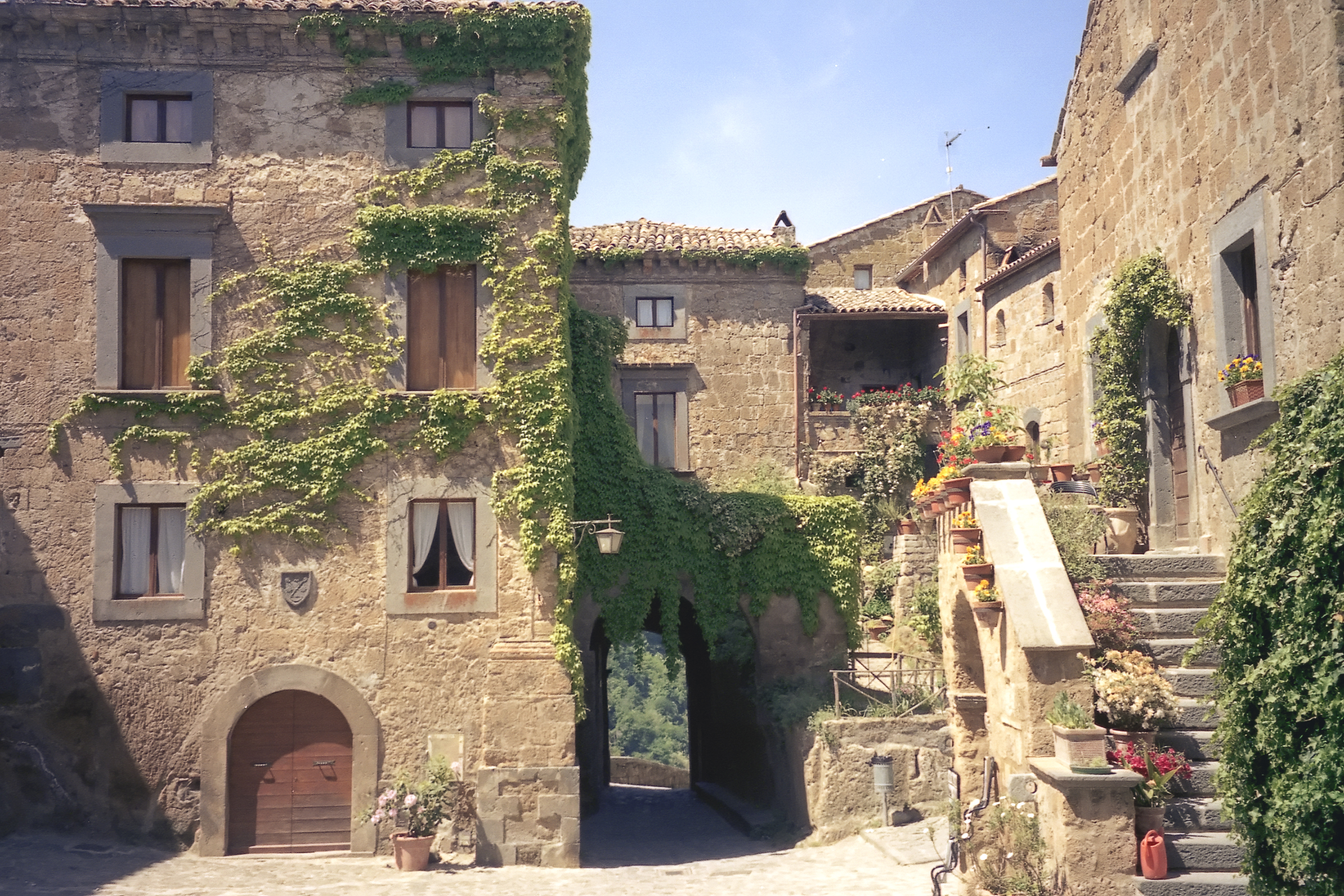
Die Dreharbeiten fanden unter anderem in der italienischen Gemeinde Bagnoregio in Viterbo statt, die dem Hirtendorf Inviolata als Kulisse diente

Die Dreharbeiten wurden am 7. August 2017 begonnen und fanden in Italien statt, so unter anderem in der italienischen Gemeinde Bagnoregio in Viterbo in der Region Latium, die dem Hirtendorf Inviolata als Kulisse diente. Als Kamerafrau fungierte Hélène Louvart. Am 15. September 2017 wurden die Dreharbeiten beendet.
Der Film feierte am 13. Mai 2018 im Rahmen der Filmfestspiele von Cannes seine Premiere. Dort sicherte sich Netflix die Vertriebsrechte am Film. Länderbezogene Vertriebsrechte sicherten sich dort zudem iQiyi (China), Modern Film (Vereinigtes Königreich), PIFFL (Deutschland), Vertigo (Spanien) und Mauris (Russland bzw. GUS). Am 31. Mai 2018 kam er in die italienischen und am 13. September 2018 in die deutschen Kinos. Vorab wurde der Film im Juli 2018 beim Filmfest München im Rahmen des Wettbewerbs gezeigt und feierte hier seine Deutschlandpremiere. Im August 2018 wurde der Film beim polnischen Filmfestival Nowe Horyzonty gezeigt und ebenfalls beim Melbourne International Film Festival, im Oktober 2018 beim Sitges Film Festival und beim New York Film Festival. Im Herbst 2018 erfolgte auch eine Vorstellung beim Zurich Film Festival. Am 25. Oktober 2018 eröffnete der Film die 56. Viennale. Anfang Mai 2024 wurde er bei Crossing Europe gezeigt.

## Rezeption

### Altersfreigabe
In Deutschland wurde der Film von der FSK ab 12 Jahren freigegeben, in Begleitung der Eltern jedoch bereits ab 6 Jahren erlaubt. In der Freigabebegründung heißt es: „Die parabelhafte Geschichte über Menschlichkeit, Ausbeutung und Würde ist ruhig erzählt und von einer dichten Atmosphäre geprägt. Lediglich einzelne dramatische und gewalthaltige Szenen können Kinder unter 12 Jahren ängstigen.“

### Kritiken
Von den bei Rotten Tomatoes aufgeführten Kritiken sind 91 Prozent positiv bei einer durchschnittlichen Bewertung mit 7,8 von 10 möglichen Punkten. Auf Metacritic erhielt der Film einen Metascore von 87 von 100 möglichen Punkten.

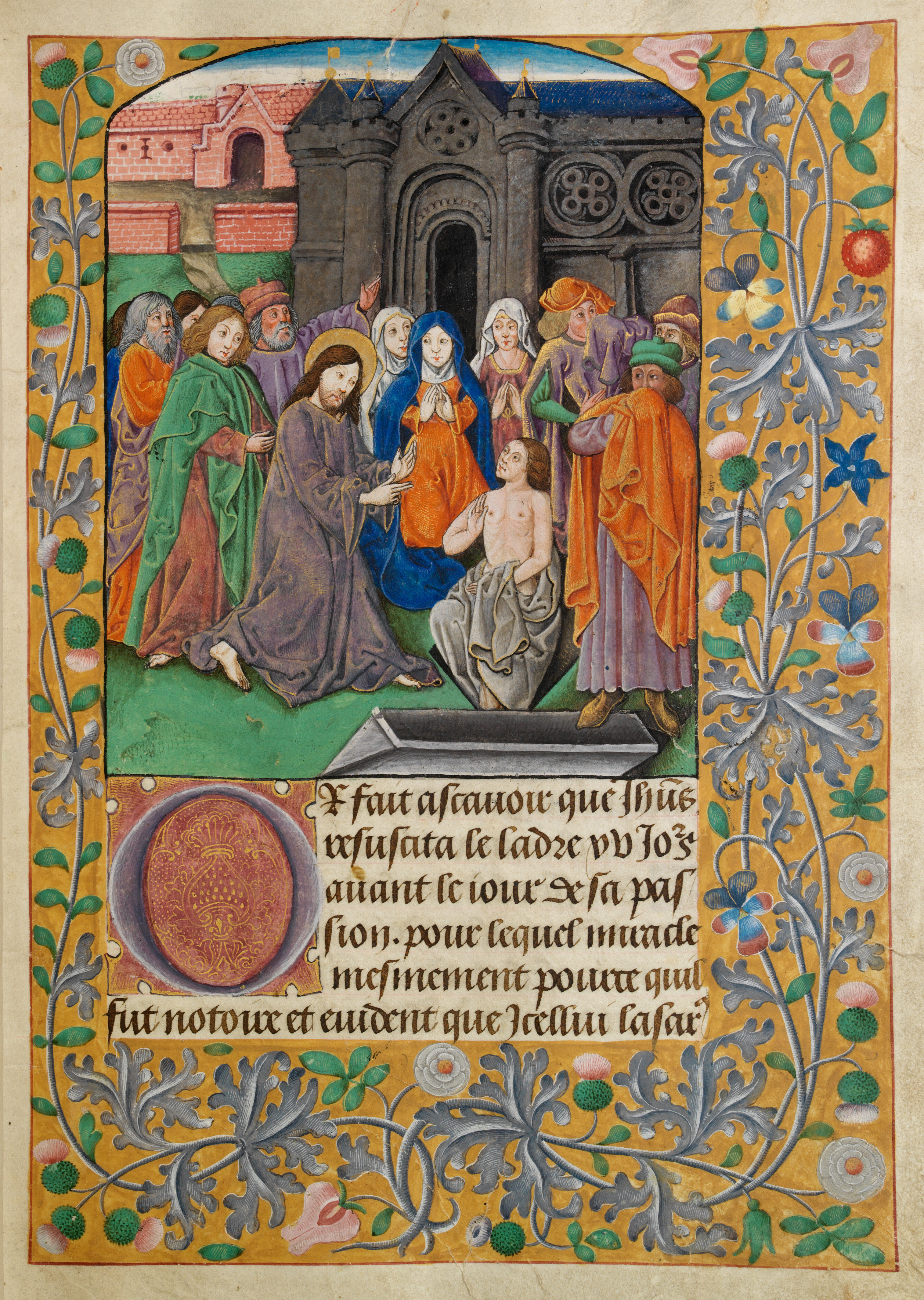
Alice Rohrwacher hat die Lazarus-Legende in ihr Drehbuch eingeflochten, hier in einer Illustration aus dem Vaux Passional

Hannah Pilarczyk von Spiegel Online meint, ein Blick in die Bibel sowie eine Recherche zu den diversen Mythen, die sich um Lazarus entsponnen haben, verrieten fast schon zu viel von diesem Film und seinen magischen Wendungen. Viele kleine und ein großes Wunder fahre Alice Rohrwacher auf, doch keines fühlt sich auftrumpfend oder unverdient an, denn Lazzaro Felice balanciere das Magische und das (Neo-)Realistische meisterlich aus, so Pilarczyk weiter. Rohrwacher lasse in der besten Tradition des italienischen Kinos ein proletarisches Italien auferstehen, das nicht zur Verklärung dient, aber dennoch im kollektiven Gedächtnis gehalten werden muss. Der Film finde zu einigen prägnanten Beobachtungen darüber, wie es aussehen kann, wenn man an den Rand gedrängt wird, so Pilarczyk.
Susanne Ostwald von der Neuen Zürcher Zeitung erklärt, die Regisseurin verorte mit ihrem märchenhaft verklärenden Ton ihre Geschichte im zeitlichen „Es war einmal“, und dies aus gutem Grund, da auf der Tabakplantage der Marchesa Alfonsina de Luna tatsächlich Zustände wie zur finstersten Feudalzeit herrschten. Auch Ostwald bemerkt, es sei raffiniert, wie Rohrwacher die Lazarus-Legende, ihre verschiedenen Versionen, Motive und Deutungen in ihr Drehbuch eingeflochten habe: „Es geht um Wiederauferstehung sowie die Gabe, Tiere und Pflanzen, die als ausgestorben galten, wiederzufinden – und um den Armen, der nur begehrt, was von der Tafel des Reichen fällt. Hier setzt Rohrwachers Sozialkritik an, die sich indes einer realistischen Betrachtung verweigert. Vielmehr führt sie den gleichnishaften Ton der Legende fort und setzt sie anspielungsreich ins Bild.“ Das sei traurig-schön, mitunter auch komisch und vor allem ziemlich grotesk, so Ostwald, und so gelinge mit dem Film eine prägnante Gegenwartsanalyse auf der Folie christlicher Symbolik.
Der Filmkritiker Rüdiger Suchsland erklärt, wörtlich bedeute der Name Lazarus „Gott hat geholfen“ und bemerkt, dass ein weiteres Motiv die Legende von Romulus und Remus sei. Wenn in der Mitte des Films Lazzaro von einem Felsen stürzt und tot scheint, werde er von einem Wolf wieder zum Leben erweckt und ihm so etwas wie ewige Jugend verliehen, was Suchsland an die mythologischen Zwillinge, die auch von einer Wölfin gerettet wurden, erinnert. Weiter sagt Suchsland in seiner Kritik, der Umstand, dass Rohrwacher mit 16-mm-Film gedreht hat, betone den nostalgischen Flair dieses aus der Zeit gefallenen Films. Die Regisseurin setze den Traditionsstrang des italienischen Neorealismus auf ihre Weise sehr eigenwillig fort, und knüpfe dabei vor allem an Pier Paolo Pasolini an, den vielleicht größten Kino-Märchenerzähler des 20. Jahrhunderts. Er nennt Rohrwachers Film ein Märchen, erfüllt von leisem Humor und feiner Poesie, wobei sie souverän mit verschiedenen Zeitebenen und verschiedenen Realitätsformen spiele, wodurch ihr Film zwischen Phantasien für Erwachsene, Naturalismus und einer Naivität schwanke, wie man sie aus den Filmen von Robert Bresson und Pasolini kennt. Das sei im Ergebnis dermaßen wohltuend und optimistisch, dass man es in Worten nicht mehr angemessen beschreiben kann, sondern im Kino sehen müsse, so Suchsland: „Lazzaro felice ist, anders gesagt, einer der allerbesten Filme des Jahres.“
Die Deutsche Film- und Medienbewertung versah Glücklich wie Lazzaro mit dem Prädikat Besonders wertvoll. In der Jury-Begründung heißt es: „Als moderne Version des biblischen Lazarus inszeniert Rohrwacher ihre Hauptfigur zu einem Heiligen, einem Engel, dem Symbol einer vergangenen Zeit, der Natur und der Verwurzelung. In einem wunderschönen Moment, in dem Orgelmusik aus einer Kirche der Reichen sich einfach der Dorfgemeinschaft anschließt, manifestiert sich die Aura des Religiösen um Lazzaro.“

### Auszeichnungen
Europäischer Filmpreis 2018

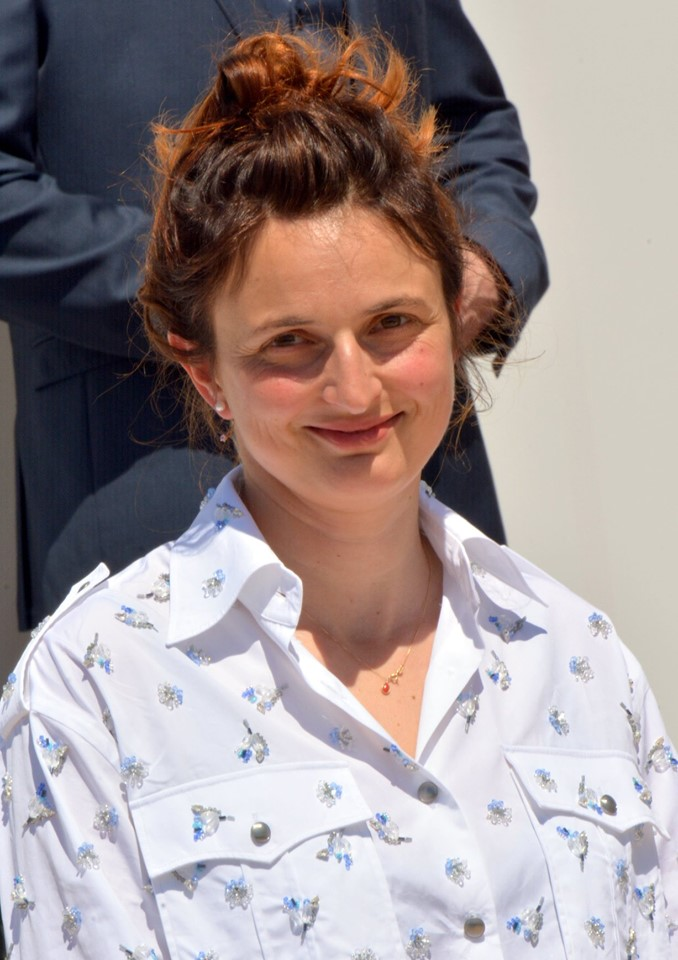
Regisseurin Alice Rohrwacher

- Nominierung als Bester europäischer Film (Alice Rohrwacher)
- Nominierung für die Beste Regie (Alice Rohrwacher)
- Nominierung für das Beste Drehbuch (Alice Rohrwacher)
- Nominierung als Beste Schauspielerin (Alba Rohrwacher)[26]
- Auszeichnung mit dem European University Film Award (EUFA)[27][28]

Filmfest München 2018
- Nominierung im Wettbewerb

Filmfestspiele von Cannes 2018 
- Auszeichnung für das Beste Drehbuch (Alice Rohrwacher)
- Nominierung für die Goldene Palme (Alice Rohrwacher)

Independent Spirit Awards 2019
- Nominierung als Bester internationaler Film (Alice Rohrwacher)[29]

Jerusalem Film Festival 2018
- Auszeichnung als Bester Film (Alice Rohrwacher)[30]

London Critics’ Circle Film Awards 2020
- Nominierung als Bester fremdsprachiger Film[31]

London Film Festival 2018
- Nominierung als Bester Film im offiziellen Wettbewerb (Alice Rohrwacher)[32]

LUX-Filmpreis 2018
- Nominierung als Bester Film (Alice Rohrwache)[33]

Sitges Film Festival 2018
- Nominierung im Fantàstic Competición (Alice Rohrwacher)[34]

Chicago International Film Festival 2018
- Auszeichnung mit dem Gold Hugo für den besten Spielfilm[35]